# Quaresima di San Michele
La Quaresima di San Michele è un periodo di digiuno osservato nella Chiesa cattolica, che dura dalla festa dell'Assunta il 15 agosto alla festa di San Michele il 29 settembre. Escluse le domeniche, la sua durata è di quaranta giorni (da cui il nome Quaresima).
Secondo san Bonaventura, la Quaresima di San Michele ebbe origine nella tradizione francescana. Anche Tommaso da Celano nella Vita seconda ne scrive: Francesco "Ripeteva spesso che si deve onorare in modo più solenne il beato Michele, perché ha il compito di presentare le anime a Dio. Perciò ad onore di san Michele, tra la festa dell'Assunzione e la sua, digiunava con la massima devozione per quaranta giorni. E diceva: "Ciascuno ad onore di così glorioso principe dovrebbe offrire a Dio un omaggio di lode o qualche altro dono particolare"  (Cap. CXLIX). Viene menzionata anche nei Fioretti di San Francesco, che riportano che Francesco d'Assisi praticasse tale digiuno per onorare la Beata Vergine Maria e San Michele. Come pia usanza, non vuole essere così rigorosa come la Quaresima vera e propria.